# Mundulea
Mundulea es un género de plantas con flores perteneciente a la familia Fabaceae. Comprende 44 especies descritas y de estas, solo 13 aceptadas.

## Taxonomía
El género fue descrito por (DC.) Benth. y publicado en Plantae Junghuhnianae 2: 248. 1852.

## Especies aceptadas
A continuación se brinda un listado de las especies del género Mundulea aceptadas hasta mayo de 2015, ordenadas alfabéticamente. Para cada una se indica el nombre binomial seguido del autor, abreviado según las convenciones y usos.	
- Mundulea anceps "R.Vig., p.p."
- Mundulea ankazobeensis Du Puy & Labat
- Mundulea antanossarum Baill.
- Mundulea barclayi (Hook.) Du Puy
- Mundulea chapelieri (Baill.) Du Puy & Labat
- Mundulea laxiflora Baker
- Mundulea menabeensis R.Vig.
- Mundulea micrantha R.Vig.
- Mundulea obovata Du Puy & Labat
- Mundulea pondoensis Codd
- Mundulea sericea (Willd.) A.Chev.
- Mundulea stenophylla R.Vig.
- Mundulea viridis "R.Vig., p.p.A"